# Public Eye
Pour les articles homonymes, voir Public Eye (homonymie).
 (octobre 2017).
Si vous disposez d'ouvrages ou d'articles de référence ou si vous connaissez des sites web de qualité traitant du thème abordé ici, merci de compléter l'article en donnant les références utiles à sa vérifiabilité et en les liant à la section « Notes et références ».
Public Eye, anciennement la Déclaration de Berne (DB ; en allemand Erklärung von Bern en allemand, Dichiarazione di Berna en italien), est une organisation non gouvernementale (ONG) suisse comptant environ 29'000 membres en 2025, avec des bureaux à Zurich et Lausanne. Par ses enquêtes, son travail de plaidoyer et ses campagnes, Public Eye œuvre pour que les entreprises et les autorités suisses assument leurs responsabilités en matière de respect des droits humains à l’échelle mondiale.  

## Activités
Public Eye est une organisation non gouvernementale suisse, indépendante, qui s'engage pour une mondialisation équitable et le respect des droits humains par les entreprises dont le siège se trouve en Suisse.
Elle mène en Suisse un travail d’enquête, de plaidoyer et de campagnes ciblées. Elle collabore également avec des organisations partenaires et des réseaux thématiques, et intervient auprès d’institutions internationales telles que l’Organisation mondiale de la santé (OMS), la Banque mondiale, le Fonds monétaire international (FMI), l’Organisation des Nations unies pour l’alimentation et l’agriculture (FAO) ou encore l’Organisation de coopération et de développement économiques (OCDE).
Par ailleurs, Public Eye compte dix groupes régionaux répartis en Suisse, réunissant environ 300 bénévoles engagés pour les causes défendues par l’organisation.
Public Eye travaille principalement dans les domaines suivants :
- Consommation et économie circulaire
- Corporate Capture
- Corruption et blanchiment d'argent
- Industrie textile (Clean Clothes Campaign)
- Matières premières
- Multinationales responsables et régulation des entreprises
- Négoce agricole
- Pesticides et agriculture
- Pharma et médicaments
- Politique commerciale
- Semences et brevets

## Fondation et historique
La Déclaration de Berne (DB) est née en 1968[source insuffisante], à la suite d'un manifeste organisé par des théologiens (dont André Biéler) unis contre l'injustice que représentent les écarts entre pays riches et pays dits en développement, ceci dans le contexte de la décolonisation. Le manifeste demandait un accroissement de l'aide au développement et récolta jusqu'en 1970 près de 10 000 signatures. L'engagement impliqué par le manifeste avait une dimension économique (les signataires s'engageant à verser de 1 à 3 % de leur revenu pour l'aide au développement) et politique. L’association est créée en 1969, avec des secrétariats à Zurich et à Lausanne.
En 2012, l’assemblée générale décide de doter l’ONG d’une structure nationale : un nouveau comité national est constitué de représentants des trois régions linguistiques[source insuffisante].

Ancien logo de l’association.

L'association change de nom en été 2016 pour devenir Public Eye. Le nom officiel devient « Public Eye - association fondée sur la Déclaration de Berne ».

## Engagement

### Campagnes
Dès 1974, avec le lancement du café Ujamaa de Tanzanie, Public Eye initie de nombreuses campagnes pour un commerce plus juste. « Solidarité - Jute - Écologie » en 1976 (sacs de jute du Bangladesh) ; « La faim est un scandale » dès 1979 ; « Les 8 mythes de la faim » en 1980 ; campagne contre le trafic de gogo-girls entre les Philippines et la Suisse en 1981 ; campagne contre les gigantesques barrages financés par la Suisse dès 1985 ; « La santé chez nous et dans le Tiers-Monde » dès 1986 ; « Fleurs de Colombie » en 1990 ; « Pour une Suisse sans capitaux en fuite » dès 1991.
Plusieurs campagnes se concentrent sur l’industrie textile : « Made in Dignity » en 1994, « Let's go fair, vers des chaussures produites dans la dignité » dès 1997 ; « Clean Clothes », en faveur de vêtements produits dans la dignité, dès 1999, en collaboration avec l'Action de Carême et Pain pour le prochain. À l’occasion des Jeux olympiques d'été de 2004, la campagne « Prêt-à-partager » livre l’évaluation de 29 entreprises textiles. En 2008, le t-shirt de la Campagne Clean Clothes pour une mode équitable est rapidement épuisé. La campagne « 10 centimes » de 2010 exige de la part des marques de vêtements qu’elles versent des salaires de subsistance. En 2012, « Campagne pour des vêtements professionnels produits dans des conditions équitables ». Un rapport d’enquête sur les salaires de misère versés en Europe de l’Est et en Turquie est au cœur de la campagne « Pour un salaire vital » en 2014.
Dans le domaine de la finance : nouvelle collaboration en 2001 avec les syndicats et Attac : « Non au bradage des services publics! » ; « Campagne contre la fraude fiscale » en 2004 ; la DB lance en 2009 le « Manifeste fiscal » avec Attac et Denknetz, pour supprimer la distinction entre évasion fiscale et fraude fiscale ; publication de « Swiss trading SA » en 2011. Public Eye lance en 2014 une « autorité » suisse fictive, la ROHMA, pour la surveillance des marchés des matières premières[source insuffisante].
D’autres campagnes concernent les entreprises pharmaceutiques et le domaine du vivant. En 2007, campagne contre l’herbicide paraquat sous la forme d’un procès symbolique contre l'entreprise Syngenta. À la suite d'une collaboration dans le cadre de la coalition internationale « No-patents-on-seeds », une pétition est remise en 2010 à l’Office européen des brevets avec 100 000 signatures contre les brevets sur le vivant. En 2011, la campagne « Une livre de viande par semaine » encourage les restaurateurs à proposer plus de plats sans viande. Public Eye évalue 19 entreprises de chocolat en 2013 dans le cadre de sa campagne « La vérité sur le chocolat suisse ».

### Politique
Public Eye s'engage pour des changements politiques : elle participe notamment dans les années 1970 à l'élaboration de la loi fédérale sur la coopération au développement et participe au référendum de 1992 contre l'adhésion de la Suisse au Fonds monétaire international.
Public Eye coordonne depuis 2000 les conférences de protestation « Public Eye People's Awards », une critique des rencontres du Forum économique mondial.

### Enfants et jeunes
Public Eye mène des activités pédagogiques dans les écoles. Elle publie en 1990 la bande dessinée Travailleurs à 10 ans, puis Noir et Blanc en 1993 (collection Dis-moi comment ils vivent...), puis Mandela, une vie, un combat en 1997. En 1994 a lieu une action destinée aux enfants de 6 à 11 ans (« Je m'alimonde »).

## Publications
En 1972 paraît le premier numéro de la revue bimestrielle Vers un développement solidaire. En 2016, avec le changement de nom de l'association, le titre de la revue devient Public Eye – le magazine.
Un procès très médiatisé a lieu à la suite de la publication en 1975 de Nestlé tue-t-il les bébés? (en allemand Nestlé tötet babies). En 1978 paraît Secrets du secret bancaire, en soutien à l'initiative sur les banques, et L'infiltration des firmes multinationales dans les organisations des Nations unies, puis en 1981 Pesticides sans frontières. En 1985, c'est sous la forme d'un jeu de société que Public Eye fait campagne : le « Tiers-Mondopoly » ; encore en 1990 avec « Cartes sur table ».
Le succès du livre Swiss trading SA : la Suisse, le négoce et la malédiction des matières premières (Éditions d'en bas, 2011  (ISBN 978-2-8290-0413-1), 368 p., 5 000 exemplaires en français et 12 000 en allemand) a été tel qu'il a rapidement été réédité, et même traduit en anglais.[réf. nécessaire]